# Кордон між Канадою та США
Кордон між Канадою та США є найдовшим міжнародним кордоном у світі за загальною довжиною. Сухопутна межа (включаючи межі Великих озер, Атлантичного та Тихого океанів) становить 8.891 кілометр. Сухопутний кордон має дві ділянки: кордон Канади з прилеглими Сполученими Штатами на півдні та з американським штатом Аляска на заході. Двонаціональна міжнародна прикордонна комісія займається питаннями, пов'язаними з позначенням і підтримкою кордону, а міжнародна змішана комісія займається питаннями, що стосуються прикордонних вод. Управліннями, відповідальними за полегшення легального проходу через міжнародний кордон, є Агентство прикордонної служби Канади (CBSA) і Митно-прикордонна служба США (CBP).

## Історія

### XVIII століття

45-та паралель (позначена червоним) була встановлена як кордон між провінцією Квебек і Сполученими Штатами за Паризьким договором

Паризька угода 1783 року поклала кінець Війні за незалежність США між Великою Британією та США. У другій статті Договору сторони домовилися про всі кордони Сполучених Штатів, включаючи, але не обмежуючись цим, кордон на півночі вздовж тодішньої Британської Північної Америки. Узгоджена межа включала лінію від північно-західного кута Нової Шотландії до крайнього північно-західного витоку річки Коннектикут і йшла вниз уздовж середини річки до 45-ї паралелі північної широти.

### XIX століття

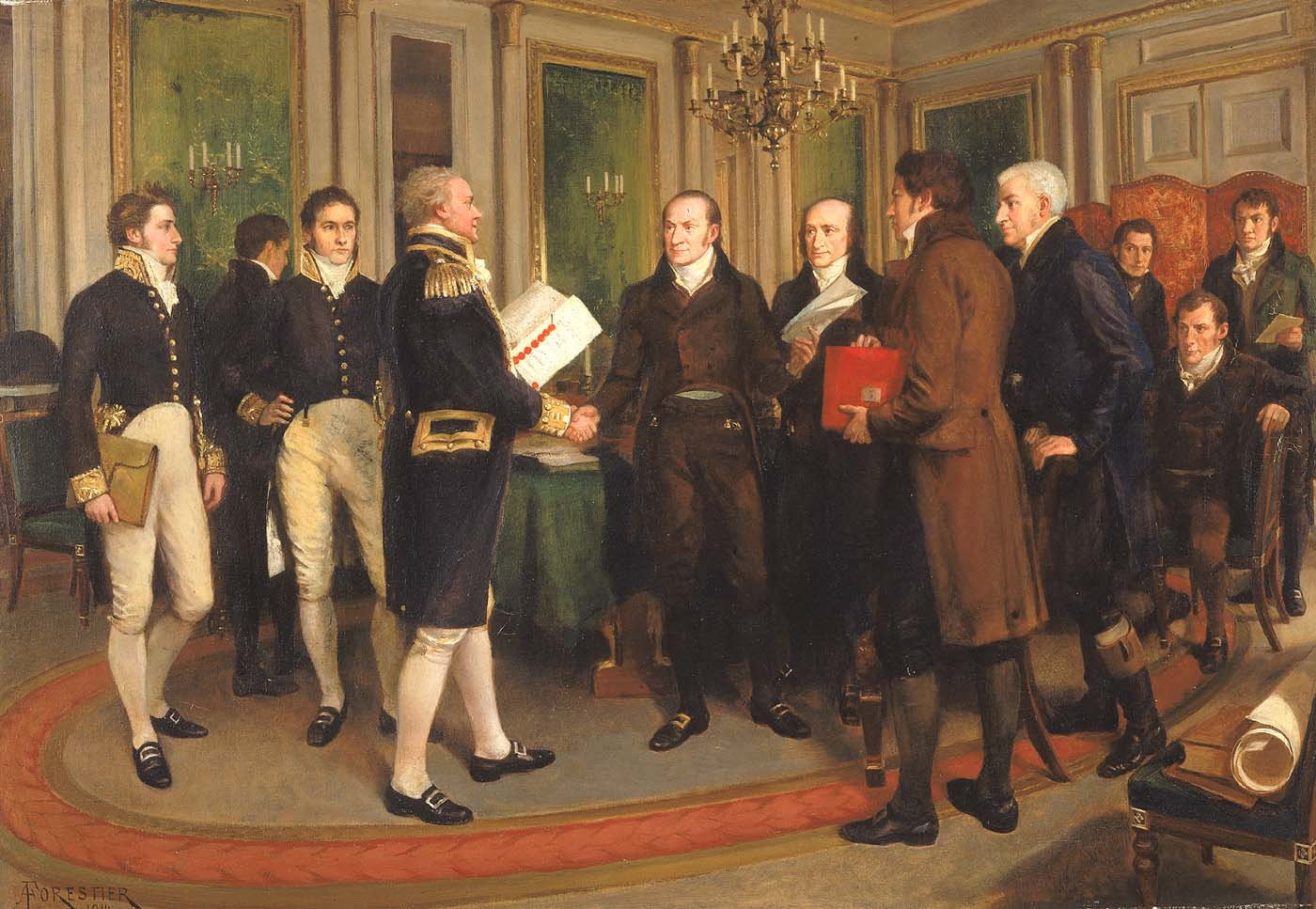
Підписання Гентського договору 1814 року, який завершив війну 1812 року та повернув кордон до довоєнного стану. У наступних договорах кордон було демілітаризовано, а більшість прикордонних суперечок вирішено.

Підписаний у грудні 1814 року Гентський договір завершив війну 1812 року, повернувши кордони Британської Північної Америки та Сполучених Штатів до стану, який вони мали до війни. У наступні десятиліття Сполучені Штати та Сполучене Королівство уклали кілька договорів, які врегулювали основні прикордонні суперечки між двома країнами, дозволивши демілітаризувати кордон. Договір Раш-Багот 1817 року забезпечив план демілітаризації двох воюючих сторін у війні 1812 року, а також виклав попередні принципи проведення кордону між Британською Північною Америкою та Сполученими Штатами.

### XX століття
У 1903 році після суперечки, яка виникла через Клондайкську золоту лихоманку, спільний трибунал Сполученого Королівства, Канади та США встановив кордон південно-східної Аляски.

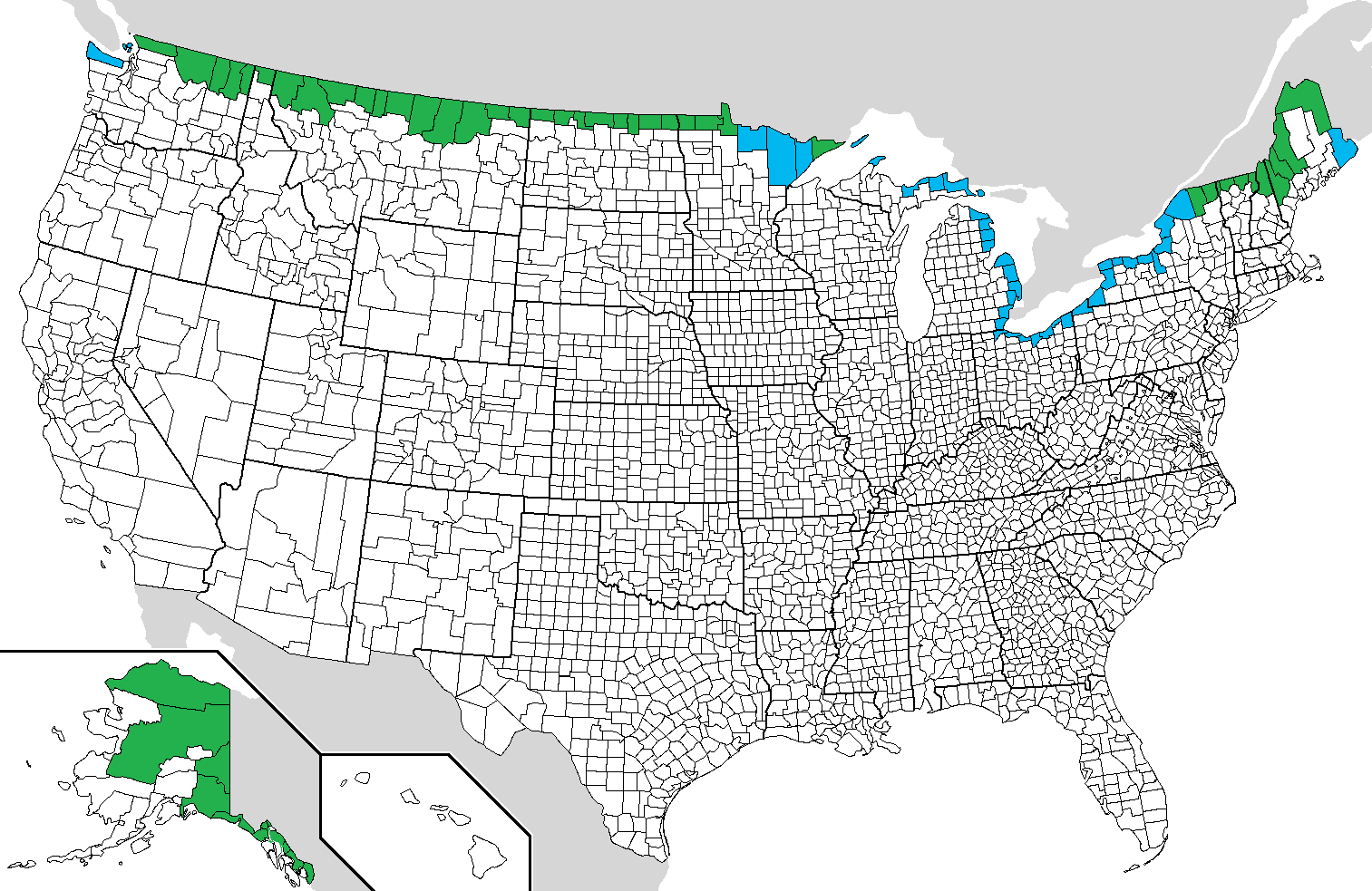
Округи США (або еквіваленти округу), які мають спільний сухопутний або водний кордон із Канадою

11 квітня 1908 року Сполучене Королівство та Сполучені Штати погодилися згідно зі статтею IV Договору 1908 року «щодо кордону між Сполученими Штатами та Домініоном Канада від Атлантичного океану до Тихого океану» провести обстеження та делімітацію Кордон між Канадою та США через річку Св. Лаврентія та Великі озера, відповідно до сучасних методів геодезії, і таким чином вніс кілька змін до кордону. У 1925 році тимчасова місія Міжнародної прикордонної комісії стала постійною для забезпечення огляду та картографування кордону; утримання межових пам'ятників та буїв, і тримайте межу вільним від кущів і рослинності протягом 6 метрів . Цей «краєвид» простягається на 3 метри з кожного боку лінії.

### XXI століття
У результаті терактів 11 вересня 2001 року канадсько-американський кордон було закрито без будь-якого попередження, і жодним товарам чи людям не було дозволено перетинати кордон. Після імпровізованого закриття кордону були спільно розроблені процедури, щоб забезпечити перетин кордону комерційним транспортом, навіть якщо людям заборонено перетин. Пізніше ці процедури були використані для закриття кордону через пандемію COVID-19 у 2020 році.

#### Закриття 2020—2021 рр

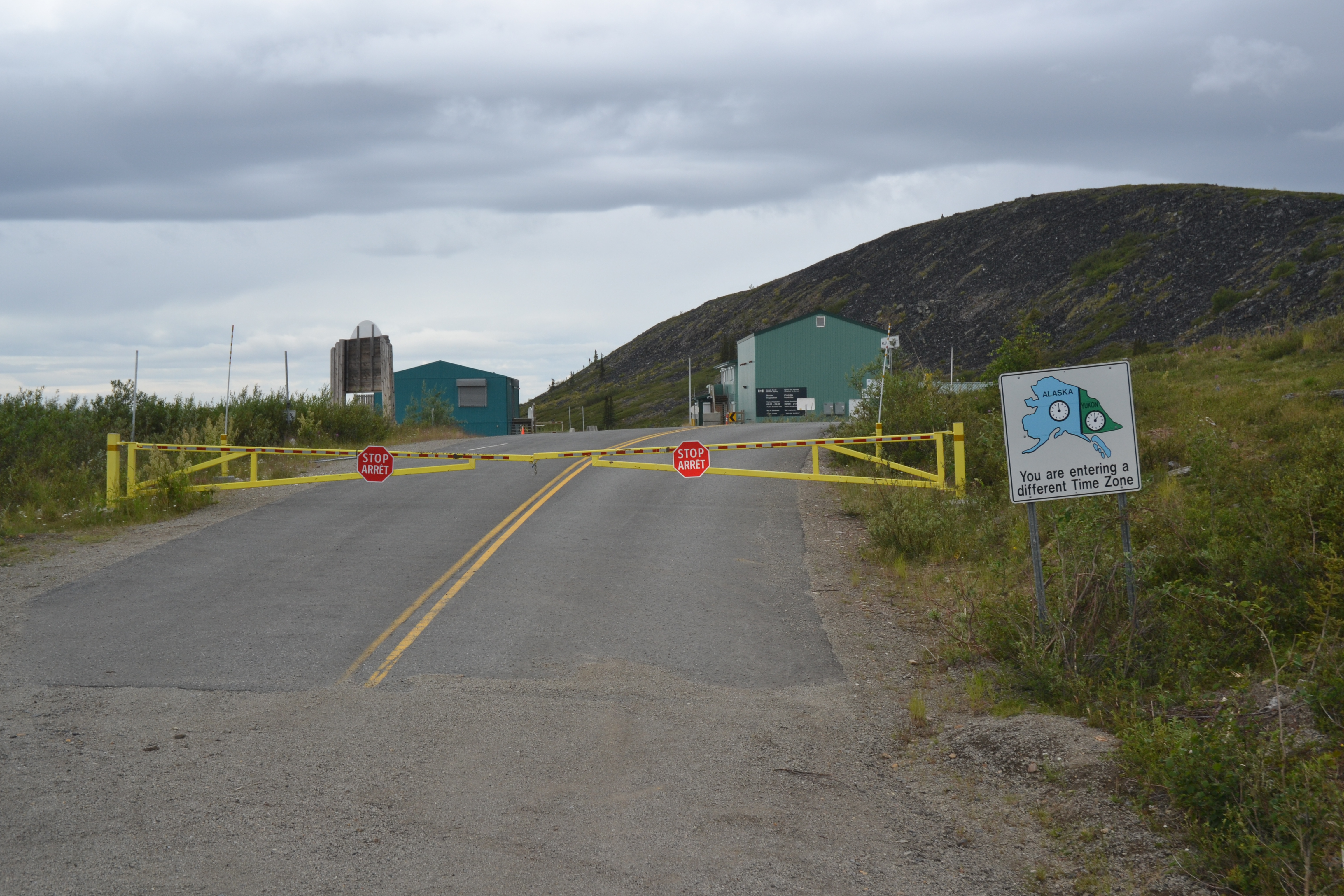
Прикордонний пункт Покер-Крік–Літтл-Голд-Крік на кордоні Аляска–Юкон закрито через пандемію COVID-19.

## Безпека

### Правоохоронний підхід
Міжнародний кордон зазвичай називають «найдовшим незахищеним кордоном у світі», хоча це справедливо лише у військовому сенсі, оскільки присутні цивільні правоохоронні органи. Перетин кордону поза межами прикордонного контролю є незаконним, оскільки кожен, хто перетинає кордон, повинен пройти перевірку відповідно до імміграційного та митного законодавства. Відносно низький рівень заходів безпеки відрізняється від кордону між США та Мексикою (одна третина довжини кордону між Канадою та США), який активно патрулюється персоналом митної та прикордонної служби США для запобігання нелегальній міграції та торгівлі наркотиками.

### Заходи безпеки

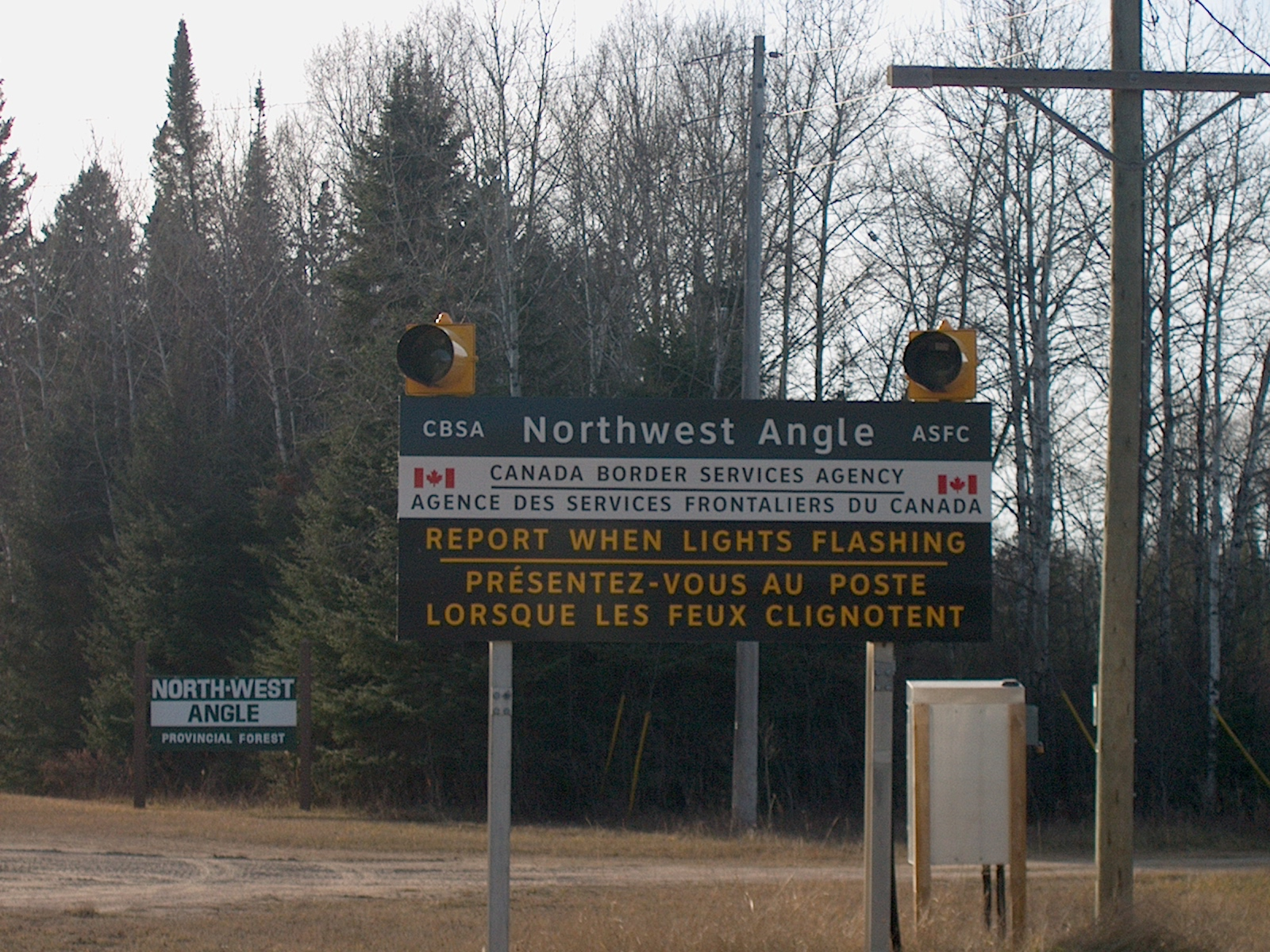
Знак перетину канадського кордону з вогнями, який попереджає тих, хто перетинає кордон, щоб віддалено з'явитися на митницю. Віддалена митниця існує в районах, де немає прикордонних пунктів з персоналом.

Жителям обох країн, які володіють майном, що прилягає до кордону, забороняється будувати в межах шести метрів вид на кордон без дозволу Міжнародної прикордонної комісії. Вони повинні повідомляти про таке будівництво своїм відповідним урядам.